# Siège de Metz (1814)
Pour les articles homonymes, voir siège de Metz.
Sixième Coalition
Batailles
Campagne de Russie (1812)
- Liste des batailles
- Mir
- Moguilev
- Ostrovno
- Vitebsk
- Kliastitsy
- Smolensk
- 1re Polotsk
- Valoutina Gora
- Moskova
- Moscou
- Winkowo
- 2e Polotsk
- Maloïaroslavets
- Gorodnia
- Czaśniki
- Viazma
- Smoliani
- Krasnoï
- Bérézina

Campagne d'Allemagne (1813)
- Dantzig
- Lunebourg
- Möckern
- Lützen
- Bautzen
- Reichenbach
- Haynau
- Luckau
- Hoyerswerda
- Lauenbourg
- Goldberg
- Gross Beeren
- Katzbach
- Dresde
- Kulm
- Dennewitz
- Peterswalde
- Liebertwolkwitz
- Leipzig
- Hanau
- Sehested
- Torgau
- Hambourg

Campagne de France (1814)
- Sainte-Croix-en-Plaine
- Besançon
- Mayence
- Metz
- Saint-Avold
- 1re Saint-Dizier
- Brienne
- La Rothière
- Campagne des Six-Jours (Champaubert
- Montmirail
- Château-Thierry
- Vauchamps)
- Mormant
- Montereau
- Bar-sur-Aube
- Saint-Julien
- Laubressel
- Berry-au-Bac
- Craonne
- Coutures
- Laon
- Soissons
- Mâcon
- Reims
- Saint-Georges-de-Reneins
- Limonest
- Arcis-sur-Aube
- Fère-Champenoise
- 2e Saint-Dizier
- Meaux
- Claye
- Villeparisis
- Paris

- Feistritz
- Caldiero (en)
- Trieste
- Mincio

- Hoogstraten (de)
- Anvers
- Berg-op-Zoom
- Courtrai

Le siège de Metz de 1814 se déroula à la fin des guerres napoléoniennes, pendant la campagne de France, du mois de janvier au mois d’avril 1814. 
Il opposa les forces françaises du général Durutte aux troupes coalisées dirigées par le général russe Dmitri Mikhaïlovitch Iouzefovitch (ru). Les forces coalisées levèrent finalement le siège, sans prendre la ville de Metz.

## Contexte
Après la campagne d’Allemagne, l’armée napoléonienne reflue sur le sol français. Dès novembre 1813, les blessés de la Grande Armée refluent sur Metz, dont les hôpitaux sont vite saturés. L’hôpital militaire du Fort Moselle accueille à lui seul plus de 1 800 hommes. La plupart des églises messines, l’hôtel de ville, le nouveau lycée et le grand séminaire sont alors transformés en hôpitaux de campagne. Aux blessés et mourants, s’ajoutent bientôt 30 000 hommes de troupe, qu’il faut loger chez l’habitant. Le typhus commence bientôt à se répandre dans la ville.

## Siège de Metz
Les coalisés, Prussiens et Russes, décident de prendre la ville, place forte à la frontière française. La cité est assiégée à partir du 3 janvier 1814. Le siège se poursuivra pendant près de quatre-vingt-cinq jours, dans des conditions extrêmes. Ayant rassemblé cinq cohortes de gardes nationaux, le général Durutte organise brillamment la défense de la place forte. La population messine se mobilise aussi, faisant face au blocus, mis en place à partir du 17 janvier 1814. Sous les ordres du général major Iouzefovitch (ru), installé à Ars-sur-Moselle, Prussiens et Russes se rapprochent peu à peu des fortifications, testant la défense messine. N'hésitant pas à contre-attaquer, le général Durutte et ses lieutenants mènent régulièrement des raids ponctuels sur l'ennemi. L'étau des 72 000 soldats coalisés se desserre finalement, permettant aux Messins de sortir de la cité assiégée.
Profitant de cette opportunité, le général Durutte parvient à faire une diversion dans la région, exécutant une manœuvre pivotante de Sarrelouis à Verdun, et passant par Thionville, Longwy et Montmédy. Revenu à Metz, Durutte apprend alors la chute de l’empereur Napoléon Ier.
Le siège de Metz, devenu inutile, est levé le 10 avril 1814.

## Sources
- Jacques Le Coustumier, Le siège de Metz de 1814, Paris, Nouveau Monde Editions, 2013, 346 p. (ISBN 978-2-365-83662-3 et 978-2-847-36483-5, OCLC 904529576).
- René Bour, Histoire de Metz, 1950.